# 波普拉科納 (阿肯色州)
波普拉科納（英語：Poplar Corner）是位於美國阿肯色州密西西比縣的一個非建制地區。該地的面積和人口皆未知。

## 地理
波普拉科納的座標為35°55′51″N 90°10′38″W / 35.93083°N 90.17722°W，而該地的平均海拔高度為73米（即239英尺）。